# Österreichischer Rock’n’Roll und Boogie-Woogie Tanzsportverband
Der Österreichische Rock’n’Roll und Boogie-Woogie Tanzsportverband (ÖRBV) ist der nationale Fachverband für den Rock’n’Roll- und Boogie-Woogie-Tanzsport (inkl. Lindy Hop und Bugg) in Österreich. Er ist Mitglied der World Rock’n’Roll Confederation (WRRC) und assoziiertes Mitglied des Österreichischen Tanzsportverbands (ÖTSV).

## Organisation
Dem ÖRBV als nationaler Fachverband unterstehen zwei Landesverbände (Wien, Kärnten) sowie insgesamt 24 Mitgliedsvereine in ganz Österreich, wovon 20 als ordentliche und vier als außerordentliche Mitglieder angeführt werden.

## Turniere
Der ÖRBV koordiniert die österreichischen Turniere in den Tänzen Rock ’n’ Roll, Boogie-Woogie, Lindy Hop und Bugg, sowohl für Paare als auch Formationen. Auch europäische und internationale Turniere werden regelmäßig durch den ÖRBV in Österreich koordiniert. Die Veranstaltung der Wettkämpfe wird dabei aber in der Regel durch lokale Tanzsportvereine durchgeführt.